# Arty

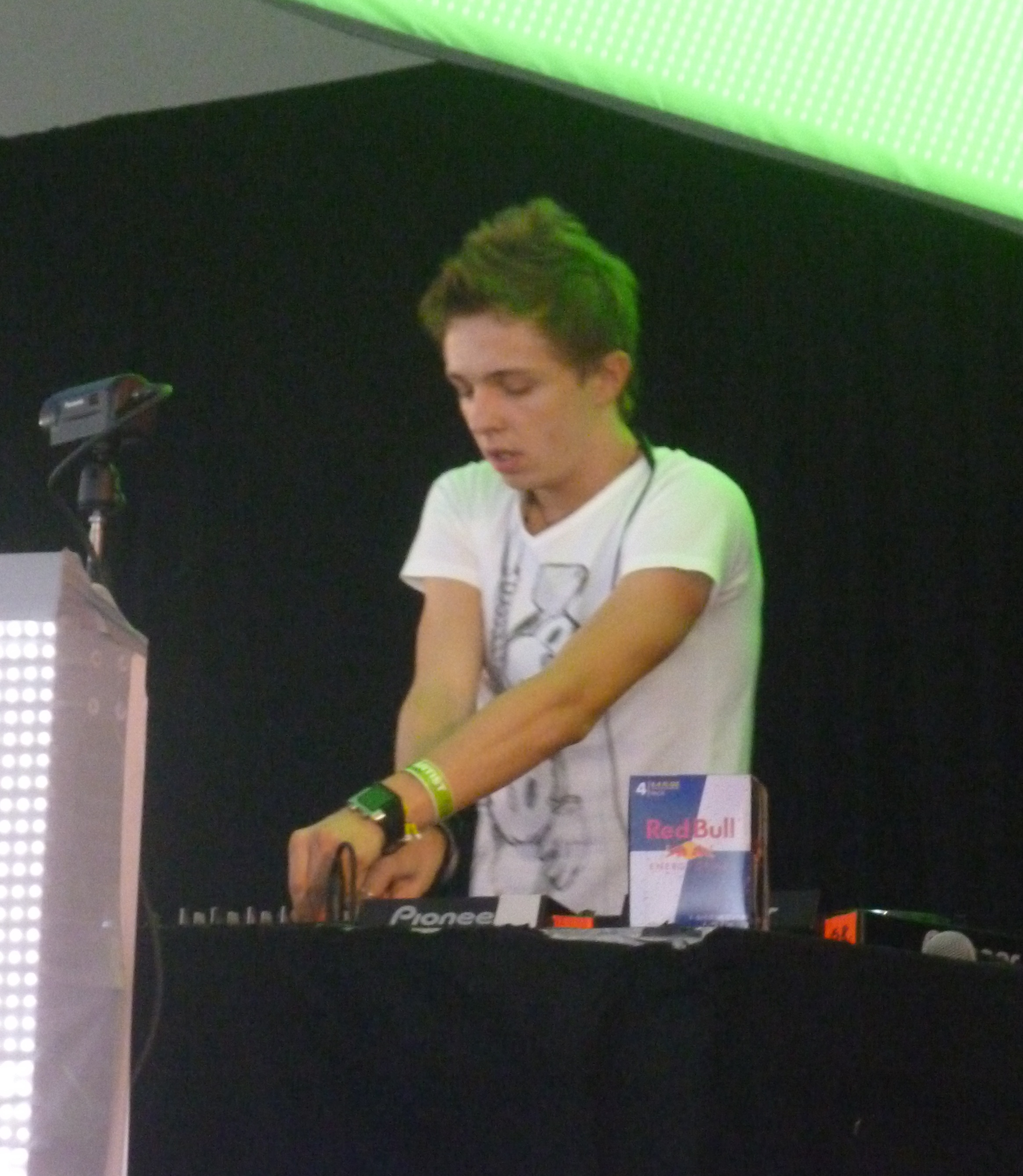
Arty na festivalu Electric Zoo Carnival w USA w 2011 roku

Arty występujący także jako Alpha 9, właśc. Artiom Stoljarow (ros. Артём Столяров; ur. 28 września 1989 w Engels) – rosyjski DJ i producent muzyczny. Jego twórczość to melodyjna mieszanka progressive house z bigroom house, a także progressive trance i tech trance.

## Życiorys
Arty urodził się u schyłku istnienia Związku Radzieckiego w Engels, ale wychował się na przeciwnym brzegu Wołgi – w sąsiednim Saratowie. Swoje pierwsze kroki w muzyce stawiał już jako nastolatek. Obecnie jest jednym, z najszybciej rozwijających się młodych producentów muzyki klubowej z Rosji. Na początku kariery jego utwory tworzone były w klimacie progresywnego trance i tech trance, a ostatnio Arty lubuje się w gatunku progressive house i bigroom house. Dzięki swoim produkcjom z nurtu trance uznanie zyskał w wytwórni Anjunabeats, którego właścicielami jest jedna, z ikon muzyki trance – brytyjsko-fińskie trio Above & Beyond. Arty zyskał od nich ogromne wsparcie, przez co niemal połowa jego produkcji została wydana w tej brytyjskiej wytwórni. Także inne ikony trance, jak Armin van Buuren, ATB, Cosmic Gate, Paul van Dyk czy Markus Schulz do dziś chętnie grywają produkcje Arty’ego w swoich setach. Pod koniec 2011 roku Arty zaczął 'przechodzić' w stronę nowych gatunków i przez takie produkcje jak Around the World, Kate czy remix do utworu Ferry’ego Corstena 'Punk' zyskał support także od największych sław europejskiej muzyki house: Axwell, Tiesto, Sebastian Ingrosso czy David Guetta, przez co popularność młodego Rosjanina wciąż rośnie.
W 2011 roku został nominowany po raz drugi do prestiżowego rankingu DJ Mag, gdzie 'wskoczył' z 53 na 25. miejsce, plasując się między Hardwellem i Sebastianem Ingrosso. W kolejnych latach zanotował spadki – w 2012 zajmując 28. miejsce, w 2013 57, a w 2014 notując duży spadek – miejsce 99.
Pod koniec 2013 ogłosił, że pracuje nad swoim debiutanckim albumem, pierwszym singlem pochodzącym z krążka jest utwór Up All Night wydany nakładem nowo powstałego labelu Insomniac Records. Album Glorious wydano w listopadzie 2015 roku.
Obecnie Arty mieszka w Los Angeles w Kalifornii w Stanach Zjednoczonych.

### Drugi pseudonim
W 2017 roku po 7 latach przerwy Stoljarow powrócił do pseudonimu Alpha 9, który tym razem służy za alter ego, pod którym producent wydaje muzykę progressive house oraz progressive trance.

### Audycje radiowe
W czerwcu 2012 Arty powołał swoją godzinną audycję radiową pt. Together We Are Radio Show, którą na stacji Sirius XM emitował do kwietnia 2014, kiedy to bez podanej przyczyny emisja audycji została zakończona. Producent obecnie nie planuje wznowienia emisji.

## Dyskografia

### Albumy
- 2015: Glorious

### Single
Jako ARTY:
- 2009: Love Inside Out
- 2009: Inside of Me / Flip Flop (oraz Misha Kitone)
- 2009: Get On
- 2009: Vanilla Sky
- 2009: Sunset / Day After Day
- 2009: Gentle Touch / Logic Symphony
- 2010: Bright Days
- 2010: Hope
- 2010: Rush
- 2010: Twilight Tonight
- 2010: The Wonder
- 2011: Zara
- 2011: The Wall (gościnnie Tania Zygar)
- 2011: Mozart (oraz Mat Zo)
- 2011: Rebound (oraz Mat Zo)
- 2011: Around The World
- 2011: Kate
- 2012: Trio (oraz Matisse & Sadko)
- 2012: The Ocean (oraz Paul van Dyk)
- 2012: Open Space
- 2012: The Slide
- 2012: Must Be the Love (oraz BT; gościnnie Nadia Ali)
- 2012: When I See You
- 2013: Nehalennia (oraz Armin van Buuren)
- 2013: Together We Are (gościnnie Chris James)
- 2013: Believe in Me
- 2013: Grand Finale (gościnnie Fiora)
- 2013: Flashback
- 2013: Riot (oraz Matisse & Sadko)
- 2014: You Got To Believe (Above & Beyond vs Arty Mashup)
- 2014: Up All Night (gościnnie Angel Taylor)
- 2014: See You Again (gościnnie Joe Gil)
- 2014: Night Like This
- 2015: Stronger (gościnnie Ray Dalton)
- 2015: Braver Love (gościnnie Conrad)
- 2016: Patriots
- 2016: Bloodfire
- 2016: Distored Love
- 2016: Follow The Light (oraz Andrew Bayer)
- 2017: Falling Down (gościnnie Maty Noyes)
- 2017: Idea of You (gościnnie Eric Nam)
- 2017: Supposed to Be
- 2017: Feels so Good
- 2018: Sunrise (gościnnie April Bender)
- 2018: Rain
- 2018: Tim

Jako ALPHA 9:
- 2009: Bliss
- 2010: Come Home
- 2017: The Night Is Ours
- 2017: Only Good Mistake (oraz Koven)
- 2017: Higher Place
- 2017: Skin
- 2017: Blossom
- 2017: Lily
- 2017: Burning Heart
- 2018: You and I (Hас Tолько Tы и Я)
- 2018: No Going Back (oraz Spencer Brown)
- 2018: All We Need

### Remiksy
Jako ARTY:
- 2009: Perpetual feat. Tiff Lacey – Restless (Arty Remix)
- 2009: Anhken & Adrian – That One Moment (Arty Remix)
- 2009: Danilo Ercole – That Same Song Again (Arty Remix)
- 2010: Tritonal  – Utopia (Arty Remix)
- 2010: Reverse – Absolute Reality (Arty Remix)
- 2010: Carlos Almeida – Fat Yet Horny (Arty Remix)
- 2010: Michael Angelo & Solo feat Denise Rivera – Alone (Arty Remix)
- 2010: Ferry Tale & Static Blue – Trapeze (Arty Remix)
- 2010: Solarity – Laika (Arty Remix)
- 2010: Alex Pich – Tinctures (Arty Remix)
- 2010: Jono Grant & Darren Tate – Let the Light Shine in 2010 (Arty Remix)
- 2010: D-Mad – She Gave Happiness (Arty Remix)
- 2010: Robert Nickson – We Won't Forget (Arty Remix)
- 2010: Statica & Mike Foyle – Blossom (Arty Remix)
- 2010: Above & Beyond, Kyau & Albert – Anphonic (Arty Remix)
- 2010: Cosmic Gate – F.A.V. (Arty Remix)
- 2010: Sneijder – Away from Here (Arty Remix)
- 2010: Filo & Peri feat. Audrey Gallagher – This Night (Arty Remix,Dub)
- 2010: Sequentia – Don't Surrender (Arty Remix)
- 2011: Cosmic Gate – Back to Earth (Arty Remix)
- 2011: Mat Zo – Synapse Dynamics (Arty Remix)
- 2011: Paul Van Dyk feat. Sue McLaren – We Come Together (Arty Remix)
- 2011: Ferry Corsten – Punk (Arty Rock-N-Rolla Mix)
- 2011: Gareth Emery – El Segundo (Arty Remix)
- 2011: Moonbeam feat. Avis Vox – Hate Is The Killer (Arty Remix)
- 2011: Sander van Doorn – Daddyrock (Arty Remix)
- 2011: Tilt – The World Doesn't Know (Arty Remix)
- 2011: Kyau & Albert – Are You Fine? (Arty Remix)
- 2011: Topher Jones – Lost It All (Arty Remix)
- 2012: Dirty South feat. Erik Hecht – Walking Alone (Arty Remix)
- 2012: Zedd feat. Matthew Koma – Spectrum (Arty Remix)
- 2012: Tristan Garner – Punx (Arty Edit)
- 2013: Ferry Corsten – Rock Your Body (Arty Rock-N-Rolla Mix)
- 2013: Vosk – Live Your Life (Arty Remix)
- 2014: London Grammar – Hey Now (Arty Remix)
- 2014: Porter Robinson feat. Urban Cone – Lionhearted (Arty Remix)
- 2014: OneRepublic – I Lived (Arty Remix)
- 2015: Ed Sheeran feat. Rudimental – Bloodstream (Arty Remix)
- 2015: RAC – Let Go (Krystal Klear Remix) (Arty Rework)
- 2015: Halsey – Hurricane (Arty Remix)
- 2015: Years & Years – Desire (Arty Remix)
- 2015: Years & Years – King (Arty Remix)
- 2015: Above & Beyond feat. Zoe Johnson – Peace of Mind (Arty Remix)
- 2015: Lauren Aquilina – Ocean (Arty Remix)
- 2016: Axwell – Gloria (Arty Remix)
- 2016: Warsong – Worlds Collide (Arty Remix)
- 2016: 3LAU – Is It Love (Arty Remix)
- 2016: Cash Cash feat. Sofia Reyes – How To Love (Arty Remix)
- 2016: Armin Van Buuren feat. Eric Vloeimans – Embrace (Arty Remix)
- 2016: Moby – Porcelain (Arty Remix)
- 2017: Kita Alexander – Hotel (Arty Remix)
- 2018: Skrillex feat. Poo Bear – Would You Ever (Arty Remix)

Jako ALPHA 9:
- 2018: Axwell Λ Ingrosso – Dreamer (Alpha 9 Remix)
- 2018: Above & Beyond feat. Zoё Johnston – My Own Hymn (Alpha 9 Remix)
- 2018: Faux Tales – Atlas (Alpha 9 Remix)
- 2018: Armin van Buuren feat. Susana – Shivers (Alpha 9 Remix)